# رودريغو راميريز
رودريغو راميريز (بالإسبانية: Rodrigo Ramírez)‏ (15 فبراير 1982 في تشيلي - ) هو مدرب كرة قدم ولاعب كرة قدم تشيلي في مركز الدفاع. لعب مع إيفرتون دي فينا ديل مار ونادي أوهيجينس ونادي بالستينو ونادي كونسيبسيون ‏ ونادي كوبريسال.

## وصلات خارجية
- رودريغو راميريز على موقع إي إس بي إن إف سي (الإنجليزية)
- رودريغو راميريز على موقع قاعدة بيانات كرة القدم.إي يو (الإنجليزية)